# Filipínská revoluce

Vlajka revolučního hnutí Katipunan

Filipínská národní revoluce byl konflikt mezi filipínskými nacionalisty a španělskou koloniální mocí.

## Vývoj
Revoluce začala roku 1896, kdy se otevřeně projevilo tajné (v zásadě zednářské) protikoloniální hnutí Katipunan, jež existovalo od roku 1892, a jež navazovalo, ovšem mnohem radikálnějšími prostředky, na rozprášené hnutí La Liga Filipina spisovatele José Rizala. Katipunan vedl Andrés Bonifacio, který v srpnu 1896 vydal pokyn k povstaleckému útoku na Manilu. Ten byl neúspěšný, ale útok vyvolal povstání v provinciích kolem Manily. V něm se vyznamenali vojenští vůdci Mariano Alvarez a Emilio Aguinaldo. Boje o moc uvnitř revolučního hnutí stály v roce 1897 Bonifacia život. Hlavní vliv získal Aguinaldo. Ve stejném roce podepsali povstalci a Španělé dohodu v Biak-na-Bato, která omezila boje, byť ty zcela neustaly. Aguinaldo se svými věrnými odešel do exilu v Hongkongu. Roku 1898 do situace vstoupily Spojené státy americké, které v tu doby vedly se Španěly válku o Kubu. V jejím rámci zaútočilo americké námořnictvo na španělské lodě v Manilské zátoce u Filipín (operaci vedl George Dewey) a ovládlo Manilu. 19. května Aguinaldo uzavřel dohodu s Američany, vrátil se na Filipíny a zahájil nové protišpanělské povstání. V červnu 1898 již ovládal celé Filipíny, s výjimkou Manily, kterou drželi Američané. Aguinaldo váhal, zda o Manilu vést boj, nakonec se tomu obezřetně vyhnul a i bez vlády nad hlavním městem 12. června vyhlásil filipínskou nezávislost a republiku (tzv. První filipínská republika), jejímž prezidentem byl záhy zvolen. Španělé ani Američané ji neuznali (problém to reálně byl jen v případě Američanů). Na Pařížské mírové konferenci, která ukončovala Španělsko-americkou válku, se Španělsko vzdalo nároku na Filipíny, a to ve prospěch USA (viz Pařížská mírová smlouva (1898)). Aguinaldo dlouho váhal, zda do konfliktu s Američany jít a označoval je za své spojence v boji proti Španělům. Nakonec však 4. února 1899 dosavadní drobné šarvátky v okolí Manily přerostly v regulérní válku. Aguinaldo ji oficiálně Američanům vyhlásil v červnu 1899 (tzv. Filipínsko-americká válka). 23. března 1901 Američané Aguinalda zatkli. Ten jim nakonec odpřisáhl věrnost a akceptoval jejich vliv v zemi. Zato zůstal v pozici prezidenta. Skutečné nezávislosti se Filipíny dočkaly až roku 1946.